# 실화극장 죄와 벌
《실화극장 죄와 벌》은 MBC에서 2003년 1월 13일부터 2005년 1월 17일까지 방송된 시사 및 교양 프로그램이며, 실제 사건을 재구성하였다.

## 기획의도
인간 사회에서 일어나는 여러 문제를 가장 공정하게 가리는 유일한 잣대는 법이지만, 과연 법이 삶의 진실을 어디까지 판가름할 수 있을지, 수많은 판결 뒤에는 사회의 규약과 관습 때문에 유·무죄라는 단순한 문구로 규정지어져야 했던 또 다른 진실이 숨겨져 있지는 않을지에 대한 물음이다.

## 출연진
- 제1기 : 서태화, 이성용, 임유진
- 제2기 : 선우재덕, 이성용, 조미령, 최유정
- 제3기 : 차광수, 이성용, 김원배
- 제4기 : 정성모, 이성용, 조하나
- 제5기 : 정욱, 신은정, 박규점, 이성용, 김미라
- 성우 : 구자형

## 에피소드
- 제1회 : 137일간의 미스테리 - 이민주 양 살인 사건 (부산 강주영 양 유괴살인)
- 제2회 : 장기 매매의 그늘 - 가진 것은 몸 밖에 없었습니다.
- 제3회 : 이태원 햄버거 가게 사건 - 살인자 없는 사건
- 제4회 : 차라리 중형에 처해주십시오 - 원조교제의 늪
- 제5회 : 엇갈린 모녀의 운명 - 한 가정의 진실
- 제6회 : 어둠속의 30분 - 어느 성폭행 사건의 진실
- 제7회 : 네 살 배기 나미에, 그 증언의 진실은?
- 제8회 : 누가 그의 노래를 멈추게 했나? - 듀스 김성재 살인 사건
- 제9회 : 모텔 207호의 여인 - 허 순경 사건 (김기웅 순경 사건)
- 제10회 : 세 친구의 진실 - 교통사고, 누가 운전자인가?
- 제11회 : 은밀한 유혹 - 남성 성희롱의 그늘
- 제12회 : 나는 이 아이를 원치 않았다 - 기형아 출산에 대한 손해배상 사건
- 제13회 : 나는 죽이지 않았다 - 치과의사 모녀 살인 사건
- 제14회 : 어느 사형수의 최후 항변 - 74년 인천 일가족 살해 사건 - 사형수 오휘웅 이야기
- 제15회 : 쌍둥이 자매의 사랑과 증오 - 지나 한 살인 음모 사건
- 제16회 : 마지막 연극 - 보험 사기의 종말
- 제17회 : 예고된 죽음 - H양 살해 사건
- 제18회 : 얼굴없는 살인자 - 67년 김재영(가명)군 살해 사건
- 제19회 : 안개 속의 살인범 - 화성 연쇄 살인 사건
- 제20회 : 폭로 - 주병진 강간 치상 사건의 진실 (Ⅰ)
- 제21회 : 폭로 - 주병진 강간 치상 사건의 진실 (Ⅱ)
- 제22회 : 29시간의 공포 - 탈주범 지강헌 인질극 사건
- 제23회 : 괘씸죄의 희생양인가, 상습 절도범인가? - 1983년, 대도 조세형 사건 ①
- 제24회 : 괘씸죄의 희생양인가, 상습 절도범인가? - 1983년, 대도 조세형 사건 ②
- 제25회 : 위험한 과외 - 부평 학원장, 존속 살해 사건
- 제26회 : 죽음의 고소장 - 간통 며느리 고소 사건
- 제27회 : 마지막 집회 - 원주 평원교 방화 살해 사건
- 제28회 : '메이퀸' 여대생 호텔 살해 사건
- 제29회 : 벽 속의 여인 - Y동 지하실 살인 사건
- 제30회 : 무서운 '친구' - 고교생 교실 살해 사건
- 제31회 : 여고생의 진실 - 특수 강도,성추행 사건
- 제32회 : 3인조의 진실 - H콘도 살인 암매장 사건
- 제33회 : 진실 게임 - 100억대 재산가의 살해 암매장 사건
- 제34회 : 죽음을 부르는 여인 - 연쇄 독극물 살인 사건 (김선자)
- 제35회 : 홍콩 여간첩 수지 김 - 그 15년의 진실 (수지 김 사건)
- 제36회 : 위험한 실험실 - ○○대 ○조교 성희롱 사건 (서울대 신 교수 성희롱 사건)
- 제37회 : 죽음의 포즈 - 누드 모델 살인 사건 (사진작가 죽음 연출 사건, 이동식 - 사건의 특성상 19세 이상 시청가로 방영됨)
- 제38회 : 나는 짐승을 죽였다 - 김순정 살인사건 (김부남 사건)
- 제39회 : 내 아이를 돌려주세요 - 양육자 변경 청구 소송
- 제40회 : 22년간의 살인 혐의 - 81년 <박노파 일가족 살인 사건>
- 제41회 : 죽음의 동문회 - 신입 대학생 사망 사건
- 제42회 : 고동리 스캔들 - 성폭행 사건의 진실 1부
- 제43회 : 고동리 스캔들 - 성폭행 사건의 진실 2부
- 제44회 : 억울한 자백 - ○○ 단란주점 살인 사건
- 제45회 : 어느 살인 용의자의 진실 혹은 거짓 - 81년 여대생 최수연(가명) 살인 사건 ①
- 제46회 : 어느 살인 용의자의 진실 혹은 거짓 - 81년 여대생 최수연(가명) 살인 사건 ②
- 제47회 : 심야의 방문자 - ○○동 남편 청부 살해 사건 ①
- 제48회 : 심야의 방문자 - ○○동 남편 청부 살해 사건 ②
- 제49회 : 나도 당당한 엄마이고 싶어요 - 면접교섭권 및 위자료 청구 소송 ①
- 제50회 : 나도 당당한 엄마이고 싶어요 - 면접교섭권 및 위자료 청구 소송 ②
- 제51회 : 거짓말 - ○○동 여관 살인사건 ①
- 제52회 : 거짓말 - ○○동 여관 살인사건 ②
- 제53회 : 살인, 그리고 아무도 없었다 - ○○당구장 주인 살해 사건 ①
- 제54회 : 살인, 그리고 아무도 없었다 - ○○당구장 주인 살해 사건 ②
- 제55회 : 자살의 법칙 - ★★동 살인사건 ①
- 제56회 : 자살의 법칙 - ★★동 살인사건 ②
- 제57회 : 어느 왕따의 고백 - 왕따메일 사문서 위조, 재물 손괴 사건 ①
- 제58회 : 어느 왕따의 고백 - 왕따메일 사문서 위조, 재물 손괴 사건 ②
- 제59회 : 나는 그를 보았다 - ★★시 연쇄 강도 살인 사건 ①
- 제60회 : 나는 그를 보았다 - ★★시 연쇄 강도 살인 사건 ②
- 제61회 : 위험한 관계 - ○○동 호스티스 살인 사건 ①
- 제62회 : 위험한 관계 - ○○동 호스티스 살인 사건 ②
- 제63회 : 위험한 결혼 - ★★보험 살인 사건 ①
- 제64회 : 위험한 결혼 - ★★보험 살인 사건 ②
- 제65회 : 꿈 속의 살인 - 일본 유아 연쇄 살인 사건 ① (미야자키 쓰토무의 도쿄·사이타마 연속 유아 유괴 살인 사건)
- 제66회 : 꿈 속의 살인 - 일본 유아 연쇄 살인 사건 ② (미야자키 쓰토무의 도쿄·사이타마 연속 유아 유괴 살인 사건)
- 제67회 : 남과 여 - 부적절한 관계의 끝 ①
- 제68회 : 남과 여 - 부적절한 관계의 끝 ②
- 제69회 : 예고 살인 필리핀 갱단 청부 살인 사건 ①
- 제70회 : 예고 살인 필리핀 갱단 청부 살인 사건 ②
- 제71회 : 일본 고베 연쇄 살인 사건 ①
- 제72회 : 일본 고베 연쇄 살인 사건 ②
- 제73회 : 실종된 여대생들 - 영국 유학생 살인 사건
- 제74회 : 비밀 - 농민 오원춘 실종 사건
- 제75회 : 모르는 여자 - 인천 강력반장 성폭행 사건 ①
- 제76회 : 모르는 여자 - 인천 강력반장 성폭행 사건 ②
- 제77회 : 부활의 왕국 - C교 신도 살해, 사기극의 전말 ①
- 제78회 : 부활의 왕국 - C교 신도 살해, 사기극의 전말 ②
- 제79회 : 나는 내 딸을 죽이지 않았다. 경기 OO시 ★★호텔 살인 사건 ①
- 제80회 : 나는 내 딸을 죽이지 않았다. 경기 OO시 ★★호텔 살인 사건 ②
- 제81회 : 위기의 여자 - 안양시 강도 강간 미수 사건 드라마
- 제82회 : 여고 동창생 - C 여고 동창생 살인 사건
- 제83회 : 의혹의 총탄 - 일본 보험 살인 사건
- 제84회 : 장미와 총 - 여배우 총기 살인 미수 사건
- 제85회 : 범행신호 ‘0’을 찾아라 - P시 스탠드바 방화 사건
- 제86회 : 살인의 기억 - 서울 00동 부인 살인 사건(이팔국)
- 제87회 : 연변 여자 - 중국 교포 절도 사건 ①
- 제88회 : 연변 여자 - 중국 교포 절도 사건 ②
- 제89회 : 완벽한 증거 - 술집 여종업원 살인사건
- 제90회 : 죽음의 그늘 - AIDS 복수극 여인의 손해배상 청구 소송 ①
- 제91회 : 죽음의 그늘 - AIDS 복수극 여인의 손해배상 청구 소송 ②
- 제92회 : 유혹 - 여고 동창생 살해 사건
- 제93회 : 1. 어머니의 죽음 2. 협박 편지
- 제94회 : 1. 친구 2. 카사노바 남편
- 제95회 : 운명의 여인 - 여대생 납치 감금

## 같이 보기
- 크라임 (2000년대 후반, 드라맥스 제작)